# Romina Núñez
Romina Stefania Núñez (* 1. Januar 1994 in Tandil, Provinz Buenos Aires) ist eine argentinische Fußballspielerin.

## Karriere

### Verein
In ihrer Jugend spielte Núñez bei Juventud Unida de Tandil. Danach spielte sie bis Sommer 2022 bei UAI Urquiza. Nach einem halben Jahr in Mexiko bei Club León ist sie seit Anfang 2023 wieder zurück bei UAI.

### Nationalmannschaft
Ihre ersten bekannten Spiele für die argentinische A-Nationalmannschaft hatte sie beim SheBelieves Cup 2021. Mit der Teilnahme an der Copa América 2022 folgte ihr erstes großes Turnier. Dort wurde sie in allen drei Spielen eingesetzt und erlangte mit ihrem Team durch den Sieg im Spiel um Platz drei die Qualifikation für die Weltmeisterschaft 2023.
Am 8. Juli 2023 wurde sie für den finalen argentinischen Kader der WM 2023 nominiert. Dort gab sie bei der 0:1-Auftaktniederlage gegen Italien ihr WM-Debüt.